# William H. H. Miller

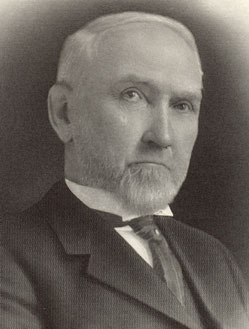
William H. H. Miller

William Henry Harrison Miller (* 6. September 1840 in Augusta, New York; † 25. Mai 1917 in Indianapolis, Indiana) war ein US-amerikanischer Jurist und Politiker (Republikanische Partei), der dem Kabinett von US-Präsident Benjamin Harrison als Justizminister angehörte.

## Studium und berufliche Laufbahn
Miller absolvierte zunächst ein allgemein bildendes Studium am Hamilton College in Clinton (New York), das er 1861 mit einem Bachelor of Arts (B.A.) beendete. Während des Sezessionskrieges war er 1862 Soldat im 84. Infanterieregiment von Ohio. Allerdings war er während dieser Militärzeit nie an militärischen Handlungen im Bürgerkrieg beteiligt.
Anschließend studierte er die Rechtswissenschaften beim späteren Obersten Bundesrichter Morrison R. Waite, was damals möglich war. 1865 erfolgte seine Zulassung zum Rechtsanwalt in Peru (Indiana). Nach einer kurzen Zeit als Rechtsanwalt in der Kleinstadt Peru wurde er Schulrat im Miami County. 1866 ließ er sich zunächst als Rechtsanwalt in Fort Wayne (Indiana) nieder, ehe er 1874 Partner in der Kanzlei von Benjamin Harrison, dem Enkel des ehemaligen US-Präsidenten William Henry Harrison, in Indianapolis wurde. Neben dieser Partnerschaft beriet Miller Harrison insbesondere auch bei dessen Wahlkämpfen zum Gouverneur, Senator und Präsidenten.

## Justizminister unter Präsident Harrison
Nachdem Harrison zum US-Präsidenten gewählt worden war, berief er William Miller am 7. März 1889 als Justizminister (Attorney General) in sein Kabinett. Dieser übte das Amt bis zum Ende von Harrisons Präsidentschaft am 4. März 1893 aus.
Als Justizminister setzte er sich intensiv für die Anwendung des Kartellrechtsgesetzes (Sherman Antitrust Act) durch. Nach seinem Ausscheiden aus dem Justizministerium war er wieder als Rechtsanwalt in Indiana tätig.